# Tachina despicienda
Tachina despicienda är en tvåvingeart som först beskrevs av Walker 1861.  Tachina despicienda ingår i släktet Tachina och familjen parasitflugor. Inga underarter finns listade i Catalogue of Life.